# Iñaki Goirizelaia
Joseba Iñaki Goirizelaia Ordorika (Bilbao, 2 de mayo de 1958) es catedrático en Ingeniería Telemática en el Departamento de Ingeniería de Comunicación de la Universidad del País Vasco (UPV/EHU). En 1981 empezó su carrera académica como profesor en la Escuela de Ingeniería de Bilbao. Ha sido rector de la Universidad del País Vasco (2009-2017), y anteriormente había sido vicerrector del Campus de Bizkaia (2005-2008) y vicerrector de relaciones universidad empresa (1998-2000) también en la UPV/EHU.

## Rector de la Universidad del País Vasco (2009-2017)
Ganó las elecciones a rector de la Universidad del País Vasco el 4 de diciembre de 2008. En diciembre de 2012 ganó de nuevo las elecciones, siendo en esta ocasión el único candidato. Hasta el momento es el único profesor que ha completado dos mandatos como rector en la historia de la Universidad del País Vasco.
A pesar de haber ejercido su cargo como rector condicionado por la peor crisis económica de los últimos años, ha conseguido importantes logros en infraestructuras docentes, investigación, educación y uso de la lengua vasca en la universidad. 
Durante su mandato la Universidad del País Vasco entró entre las primeras 500 universidades del ranking de Shanghái (entre las 200 mejores en ingeniería  y entre las 150 mejores en matemáticas). También el proyecto Euskampus fue reconocido como Campus de Excelencia Internacional por una comisión de expertos y expertas internacionales.
Al final de su mandato demandó a los representantes políticos la necesidad de una nueva ley del sistema universitario vasco que otorgue más autonomía a la universidad pública para mejorar su gestión, así como un marco de financiación estable. 
Una vez terminados sus dos mandatos fue reemplazado por la nueva rectora elegida, la doctora Nekane Balluerka.
Desde 2007 colaboró activamente en la consecución del dominio .eus en Internet. Es patrono de la Fundación .eus creada, una vez que la corporación ICANN (Internet Corporation for Assigned Names and Numbers) aprobara el dominio .eus, con el objetivo de promover y ofrecer soporte a la lengua y cultura vasca en Internet. A comienzos de 2017 fue elegido presidente de la Fundación .eus reemplazando a Joan Mari Torrealdai.

## Carrera académica
Desde enero de 1984 hasta agosto de 1985 fue Visiting Fellow en el Instituto de Investigación de Stanford (SRI) en California (USA), donde realizó trabajos de investigación en el campo de la inteligencia artificial y la visión artificial. Este trabajo fue la base de su tesis doctoral titulada “Reconocimiento de piezas parcialmente visibles en entornos industriales mediante visión artificial”, defendida en 1987. La tesis fue escrita en lengua vasca.
De julio a diciembre de 2004 fue profesor Visitante en el MediaLab del Instituto Tecnológico de Massachusetts (MIT). Durante su estancia realizó trabajos de investigación relacionados con la tecnología para el voto electrónico y el voto por Internet.
En febrero de 2017 fue nombrado el primer Profesor Visitante de la Cátedra Eloise Garmendia Bieter en la Universidad Estatal de Boise (BSU) donde enseñó el curso denominado “Nation making: Education, Science and Media”. Permanecerá en dicha universidad hasta agosto de 2017.

## Libros de texto
Iñaki Goirizelaia es uno de los primeros autores en lengua vasca de libros de texto y material docente en el ámbito de la Ingeniería de Telecomunicación, contribuyendo así a normalizar el uso del euskara en dicho ámbito. En 1999 publicó en lengua vasca el libro “Programazioaren oinarriak" (Fundamentos de programación). Posteriormente, en 2011 fue coautor con Maider Huarte y Purificación Saiz de los siguientes libros también publicados en lengua vasca: “Telekomunikazio-sare eta zerbitzuak: Teoria" (Redes y servicios de telecomunicación: Teoría) y “Telekomunikazio-sare eta zerbitzuak: Ariketa ebatziak"(Redes y Servicios de Telecomunicación: Ejercicios Resueltos).

## Investigación y Transferencia de Conocimiento

### Líneas de investigación
A lo largo de su carrera académica ha trabajado en tres líneas de investigación: visión artificial, voto electrónico y seguridad en redes. En la actualidad es miembro del grupo de investigación en Ingeniería Telemática I2T que tiene su sede en al Escuela de Ingeniería de Bilbao.

### Tesis doctorales
Ha dirigido seis tesis doctorales, tres de ellas escritas en euskara.

### Publicaciones
Es autor o coautor de 14 artículos publicados en revistas internacionales de prestigio, 19 en revistas españolas, tres capítulos de libro, 23 ponencias en congresos internacionales y 24 ponencias en congresos nacionales.

### Patentes
Es el inventor en dos patentes internacionales y dos patentes españolas. Todas ellas fueron utilizadas para la fabricación de nuevos productos que fueron comercializados por empresas.

### Participación en la puesta en marcha de empresas
En 1986 puso en marcha la empresa Adicorp, S.A. con el objetivo de comercializar los resultados de su tesis doctoral en el ámbito de la visión artificial. La compañía ofrecía aplicaciones industriales de la tecnología de visión artificial y estuvo activa hasta 1993. Cuando la empresa desapareció sus trabajadores crearon una nueva empresa con el nombre de IKUSMEN S.L. todavía hoy activa ofreciendo soluciones tecnológicas basadas en la visión artificial.

## Otros datos
Es dantzari y, en algunos eventos académicos además del uso de la palabra, también ha utilizado la danza para transmitir sus mensajes. Actualmente es el director del grupo de danza Amilotx Dantza Taldea de Mungia.
Es hermano de la abogada y parlamentaria vasca Jone Goirizelaia, con quien comparte su afición por la danza, y primo por parte de madre del cantautor Ruper Ordorika.